# تشارلز سوندرز (مجدف)
تشارلز سوندرز (بالإنجليزية: Charles Edward Saunders) هو مجدف نيوزيلندي، ولد في 13 سبتمبر 1902 في بلنهيم في نيوزيلندا، وتوفي في 1 سبتمبر 1994.

## وصلات خارجية
- تشارلز سوندرز على موقع الاتحاد الدولي للتجديف (الإنجليزية)
- تشارلز سوندرز على موقع اللجنة الأولمبية الدولية (الإنجليزية)
- تشارلز سوندرز على موقع أوليمبيديا (الإنجليزية)
- تشارلز سوندرز على موقع اللجنة الأولمبية النيوزيلندية (الإنجليزية)
- تشارلز سوندرز على موقع اتحاد ألعاب الكومنولث (مؤرشف) (الإنجليزية)